# Ronde van Piemonte 1941
De 35ste editie van de Ronde van Piemonte (ook wel bekend als Gran Piemonte) werd verreden op 22 juni 1941. 
De wedstrijd werd gewonnen door Aldo Bini.

## Uitslag
| Plaats  | Naam              | Ploeg   | tijd     |
| ------- | ----------------- | ------- | -------- |
| Winnaar | Aldo Bini         | Bianchi | 8u39'02" |
| 2       | Gino Bartali      | Legnano | z.t.     |
| 3       | Osvaldo Bailo     |         | z.t.     |
| 4       | Pierino Favalli   | Legnano | z.t.     |
| 5       | Mario De Benedett | Legnano | z.t.     |
| 6       | Severino Canavesi | Gloria  | z.t.     |
| 7       | Mario Ricci       | Legnano | z.t.     |
| 8       | Enrico Mollo      | Olympia | z.t.     |
| 9       | Guerrino Tomasoni | Fréjus  | z.t.     |
| 10      | Quirico Bernacch  |         | z.t.     |

1906 · 1907 · 1908 · 1909 · 1910 · 1911 · 1912 · 1913 · 1914 · 1915 · 1916 · 1917 · 1918 · 1919 · 1920 · 1921 · 1922 · 1923 · 1924 · 1925 · 1926 · 1927 · 1928 · 1929 · 1930 · 1931 · 1932 · 1933 · 1934 · 1935 · 1936 · 1937 · 1938 · 1939 · 1940 · 1941 · 1942 · 1943 · 1944 · 1945 · 1946 · 1947 · 1948 · 1949 · 1950 · 1951 · 1952 · 1953 · 1954 · 1955 · 1956 · 1957 · 1958 · 1959 · 1960 · 1961 · 1962 · 1963 · 1964 · 1965 · 1966 · 1967 · 1968 · 1969 · 1970 · 1971 · 1972 · 1973 · 1974 · 1975 · 1976 · 1977 · 1978 · 1979 · 1980 · 1981 · 1982 · 1983 · 1984 · 1985 · 1986 · 1987 · 1988 · 1989 · 1990 · 1991 · 1992 · 1993 · 1994 · 1995 · 1996 · 1997 · 1998 · 1999 · 2000 · 2001 · 2002 · 2003 · 2004 · 2005 · 2006 · 2007 · 2008 · 2009 · 2010 · 2011 · 2012 · 2013 · 2014 · 2015 · 2016 · 2017 · 2018 · 2019 · 2020 · 2021 · 2022 · 2023 · 2024